# 深泽县各级文物保护单位列表
以下为河北省石家庄市深泽县各级文物保护单位列表。

## 全国重点文物保护单位
| 名称 | 编号 | 分类 | 年代 | 地址 | 公布时间 | 图像 |
| ---- | ---- | ---- | ---- | ---- | -------- | ---- |

## 河北省文物保护单位
- 深泽文庙大成殿
- 深泽真武庙

| VI-3-2 | 深泽永济桥 | 明 | 石家庄市深泽县赵八镇北赵八村西北 |  |